# Hycore
{{
Hycore는 대한민국의 극초음속 시험 발사체이다.

## 역사
2021년 12월 3일 방위사업청 주최로 열린 국방과학기술대제전에서 Hycore(하이코어)라는 이름의 초고속 비행체의 형상이 공개되었다.
미국의 X-51 웨이브라이더와 비슷한 개념의 시험비행체인데, 사실 그보다도 더 기초적인 개념의 비행체이다
비행체는 극초음속 순항 미사일 형태의 순항 비행체(HCV)로 형상은 보잉 X-51과 3M22 지르콘의 형상과 거의 유사하다.
이 비행체는 이중모드 램제트 엔진을 장착해 최대 마하 6.2 이상의 비행속도를 낼 수 있다
2022년 하이코어의 시험발사를 할 예정이다.

## 제원
- 제작: 한화, 국방과학연구소(ADD), 현대로템, 단암시스템즈, 한화 에어로스페이스, 카이스트(KAIST), 한국항공우주연구원(KARI)
- 길이: 8.7m
- 무게: 2.4톤
- 사거리:-
- 속도:마하 6.2 이상
- 추진체: 2단 고체 추진체,듀얼모드 램제트 엔진
- 형상:극초음속 순항 미사일(HCM)

## 같이 보기
- 보잉 X-51
- 3M22 지르콘